# Большая Гвидка
Большая Гвидка — река в России, протекает по Козельскому району Калужской области. Левый приток реки Жиздра.

## География
Река Большая Гвидка берёт начало западнее деревни Рождествено. Течёт на восток, пересекает автодорогу Р92. На реке расположены деревни Григорово, Афанасьево, Михайловское, Рядовка, Покровское. Устье реки находится в 17 км от устья Жиздры. Длина реки — 21 км, площадь водосборного бассейна — 83,9 км².

## Данные водного реестра
По данным государственного водного реестра России относится к Окскому бассейновому округу, водохозяйственный участок реки — Ока от города Белёв до города Калуга, без рек Упа и Угра, речной подбассейн реки — бассейны притоков Оки до впадения Мокши. Речной бассейн реки — Ока.
Код объекта в государственном водном реестре — 09010100512110000020377.